# 烏馬爾·孔德

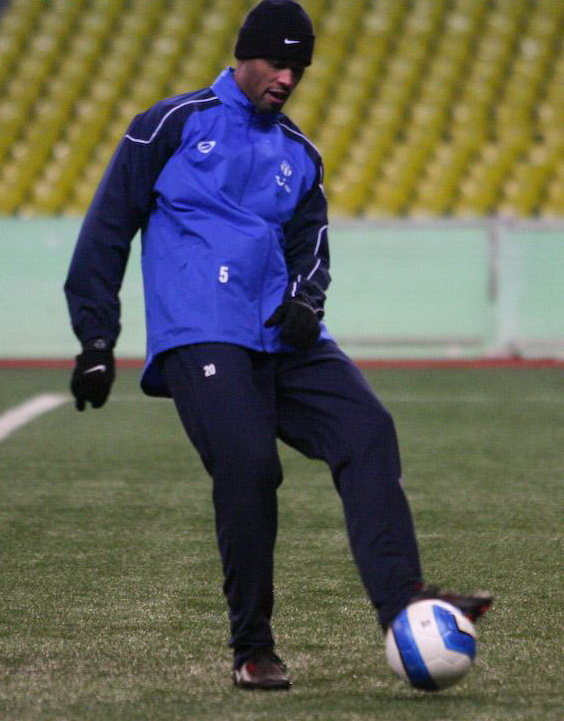
烏馬爾·孔德

乌马尔·孔德（Oumar Kondé），1979年8月19日生于贝宁根，瑞士职业足球运动员，现效力于中国足球超级联赛球会成都谢菲联。

## 生涯
孔德出道于瑞士著名球会巴塞尔，但他在生涯中大部分时间效力两间德国球会弗赖堡和罗斯托克，1998年，他以500万欧元转投布莱克本，但未为球队上阵已被球队卖至希伯尼安。
即使他加盟次一级球队希伯尼安后，他也未获重用，2007年1月，即使他曾在奥地利球会格拉茨试训一段时间，但他最后选择加盟帕尼奥尼奥斯，逗留在希腊六个月后于2007年8月28日返回瑞士，加盟FC苏黎世，与球队签约三年。2009年3月9日成都谢菲联租借孔德到2009赛季结束。